# Lee Nguyen
Lee Nguyen (Vietnamsky: Nguyễn Thế Anh, * 7. října 1986) je americko-vietnamský fotbalista hrající na postu záložníka, který od roku 2020 hraje za americký klub Inter Miami CF.